# The Rotters
The Rotters er en britisk stumfilm fra 1921 af A. V. Bramble.

## Medvirkende
- Joe Nightingale som Joe Barnes
- Sydney Fairbrother som Jemima Nivet
- Sidney Paxton som John Clugson MP
- Margery Meadows som Estelle Clugson
- Roger Tréville som Percy Clugson
- Ernest English som John Wait
- Cynthia Murtagh som Margaret Barnes